# Eagles of Death Metal
Eagles of Death Metal (også kendt som EODM) er et amerikansk garagerockband stiftet i 1998 af Jesse Hughes og Josh Homme (også kendt fra bl.a. Queens of the Stone Age, Them Crooked Vultures og Kyuss). De to stiftere er permanente medlemmer af bandet, men live optræder bandet ofte uden Homme, da denne er travlt optaget med sine øvrige bands. Bandets live besætning udgøres derfor af Hughes med skiftende andre musikere. På turneen i 2015 bestod bandet af Jesse Hughes (sang, guitar), Dave Catching (guitar), Eden Galindo (guitar), Matt McJunkins (bas) og Julian Dorio (trommer). 
Udover navnet har bandet intet med dødsmetal at gøre. Efter sigende ville Josh Homme, som et eksperiment, prøve at skrive noget musik i stil med The Eagles, blandet med dødsmetalgenren, og derfra kom idéen til bandets navn. Bandet debuterede i 2004 med albummet Peace Love Death Metal. I 2006 udkom Death by Sexy, i 2008 Heart on, og i oktober 2015 Zipper Down.

## Terrorangreb i Paris
Fredag den 13. november 2015 spillede Eagles of Death Metal en udsolgt koncert på spillestedet Bataclan i Paris. Koncerten tog en uventet drejning og blev en del af et stort koordineret terrorangreb i byen, da tre sortklædte mænd brød ind og skød mod folkemængden med automatrifler. Under skydning flygtede bandet gennem en bagdør i scenen og forsvandt i sikkerhed fra spillestedet. Efter en godt tre timer lang gidseltagning blev stedet stormet af politiet, men gerningsmændene fik detoneret selvmordsbomber. I alt mistede 89 personer livet og over 200 blev såret. Blandt de dræbte var den 36-årige Nick Alexander, som arbejdede med  bandets merchandisesalg på turneen. Efterfølgende aflyste bandet resten af deres Europa-tour, hvor de blandt andet skulle spille i Amager Bio i København to uger efter angrebet i Paris.